# Philippe Lagauterie
 (janvier 2016).
Écologue (docteur en biogéographie), Philippe Lagauterie est un haut fonctionnaire français qui a été responsable DIREN dans plusieurs régions françaises et membre de l'Autorité environnementale du Conseil général de l'environnement et du développement durable (CGEDD),. 

Il est à l'initiative en 1979 de la création de l' Association française des ingénieurs écologues (AFIE, dont il est encore président d'honneur, association qui réunit des ingénieurs écologiques et des chargés de mission en bureaux d'études en environnement, deux métiers à l'époque nouveaux pour lesquelles les filières de formations étaient encore émergentes en France et dans le monde), avec laquelle il a notamment contribué à promouvoir la formation d'ingénieurs écologues, à diffuser la notion de Génie écologique et d'ingénierie écologique (qu'il a été le premier à définir et ainsi nommer, dans les années 1980),,).

## Éléments de biographie

### Études
Au milieu des années 1970, il fait des études d'écologie[Lesquelles ?] durant lesquelles il s'intéresse notamment à l'écologie du paysage, à l'évaluation environnementale et notamment à la bioindication. Ce cycle d'étude se conclut par une thèse sur les méthodes d'étude de la sensibilité des végétaux ligneux.

### Vie professionnelle
Il entre dans l'administration d'État et est nommé directeur de l'environnement dans le Nord-Pas-de-Calais (de 1991 à 1998, période marquée par le sommet de la Terre à Rio, durant laquelle il contribue avec le conseil régional alors présidé par Marie-Christine Blandin, puis par Michel Delebarre à la mise en place de la première esquisse de trame verte et bleue de France, avec un premier « contrat de corridor biologique », tripartite signé en 1996 entre la Région et les communes de Lestrem et Mont-Bernanchon.), début 2007 au moment de la création des DIREN qui succèdent au DRAE, il est ensuite nommé directeur régional de l'environnement pour la Région Centre (à Orléans), avant d'occuper le poste de directeur Environnement de la DIREN du Bassin Loire-Bretagne, et coordonnateur du bassin Loire-Bretagne (de 1998 à 2007.
Il occupe sa première mission de DIREN alors que le développement durable émerge en France en tant qu'élément de la gouvernance et il fait dans ce cadre partie des gens qui se sont attachés à définir les notions de soutenabilité dont il constate encore en 2013 qu'elles n'ont pas le même sens dans des mondes différents comme ceux de l'environnement ou de l'économie, alors que la plupart des économistes ne se sont pas montrés capables de prédire ou anticiper la crise de 2008 ou d'autres ;
Durant cette période qui est aussi en France la période d'un début de décentralisation, il estime que le niveau régional (avec le soutien de l'Europe et des États-membres) est un niveau pertinent pour étudier, apprécier ou mettre en œuvre la soutenabilité du développement. Il estime aussi qu'aucun des 27 critères de la convention de Rio ne peut être laissé de côté pour l'évaluation environnementale et la mise en œuvre du développement durable et de tout projet (privé ou public) de développement. 
En 2013, il promeut dans la vallée du Rhône une agriculture ancrée dans l'économie locale (boucles locales) et raisonnable dans sa consommation d'eau : « la principale force de l'agriculture locale est sa diversité, avec de nombreuses cultures à fort produit brut à l'hectare. Il en est ainsi de la viticulture, largement dominante dès lors qu'on s'éloigne de la plaine alluviale, mais aussi des semences, de l'arboriculture, du maraîchage, ou encore des plantes à parfum, aromatiques et médicinales. Ses autres atouts sont un tissu important d'unités de stockage et de transformation, que la proximité de l'axe de communication qu'est la vallée du Rhône permet de valoriser au mieux. Une tradition de qualité et une grande renommée pour beaucoup de produits, complètent la liste des atouts de la zone »
Mi-2011 déjà membre permanent du CGEDD (où il a notamment contribué à l'avis de l'AE sur le Schéma d’ensemble du réseau public de transport du Grand Paris (projet de 164 km de lignes de métro supplémentaire), sur l'évaluation du Plan national d'action pour les zones humides 2010-2013 (PNZH) comme membre du comité des pairs ou encore sur le Schéma directeur de la région Île-de-France (SDRIF), il est nommé (par décret présidentiel) président du conseil d’administration de l’Agence de l'eau Loire-Bretagne.
Toujours mobilisé pour l'écologie, il est actuellement administrateur de l'agence de l'eau Seine-Normandie, membre du Comité d'orientation pour les risques naturels majeurs et membre de la commission mixte inondation au titre de France nature environnement.
Il a écrit et composé "Alcy et la pollution" un conte lyrique pop rock, en 1972 et 1973, complété en 1987 pour l'année européenne de l'environnement. Ce conte lyrique de format album concept traite de l'écologie et de l'avenir de l'Homme sur la planète.